# 1068
1068 (MLXVIII) var ett skottår som började en tisdag i den julianska kalendern.

## Händelser

### Okänt datum
- Vilhelm Erövraren intar Exeter efter en kort belägring.
- Kejsaren Go-Sanjo tillträder Japans tron.
- Zaynab an-Nafzawiyyah gifter sig med almoravidernas ledare Abu-Bakr Ibn-Umar och blir hans drottning och medregent.

## Födda
- September – Henrik I, kung av England 1100–1135 (född detta eller nästa år).
- Ermengarde av Anjou, hertiginna av Akvitanien och hertiginna och regent av Bretagne.

## Avlidna
- Go-Reizei, kejsare av Japan.